# Csona
A Csona (oroszul: Чона) folyó Oroszországban, Kelet-Szibériában, Jakutföld délnyugati részén és az Irkutszki területen, a Viljuj jobb oldali mellékfolyója.

## Földrajz
Hossza: 802 km, vízgyűjtő területe: 40 600 km², évi közepes vízhozama az alsó folyásán 93,3 m³/s. A Viljuj harmadik leghosszabb és legbővízűbb mellékfolyója (a Márha és a Tyung után).
A Közép-szibériai-fennsík délkeleti részén ered. Kezdetben az Irkutszki terület Katangai járásában folyik észak felé, Jakutföldre érve keletre, majd északra fordul. Alsó folyása 170 km hosszan a Viljuji-víztározó széles öblévé változott, ez a rész hajózható. A partok mentén nincs jelentősebb állandó település.
A folyó október közepére befagy (felső folyásán szinte fenékig). A jégpáncél olvadása május elején kezdődik, a jégzajlás kb. hét napig tart.
Legnagyobb mellékfolyója a jobb parton beömlő Vakunajka (362 km). A víztározó öblébe torkollik két jelentősebb bal oldali mellékfolyója, a Gyekinde (Дьэкиндэ, 158 km) és a Gyelinde (Дьэлиндэ, 122 km).

## Ipari tevékenység
A folyó felső folyásának bal partja mentén, Jerbogacson járási székhelytől kb. 100 km-re keletre jelentős gáz- és olajkitermelés folyik (felső-csonai lelőhely, Verhnyecsonszki lelőhely, Верхнечонское месторождение). A Felső-Csona és kis mellékfolyói (Nyeltoska, Ignyala, Molcsalun) mentén elterülő olajmezőt 1978-ban fedezték fel. 2005-ben kezdték meg a folyamatos termelést, összesen 428 olajkútja üzemel. A lelőhelytől 572 km hosszú olajvezetéket fektettek le Uszty-Kutig (légvonalban 420 km). Az olajmezőn 2015-ben összesen közel 9 millió tonna olajat termeltek ki. A Csona völgye mentén, az Irkutszki terület és Jakutföld határán további szénhidrogén mezők nyitása várható.